# Acadèmia Militar Whampoa
L'Acadèmia Militar del Partit Nacionalista de la Xina (xinès tradicional: 中國國民黨陸軍軍官學校, xinès simplificat: 中国国民党陆军军官学校, pinyin: Zhōngguó Guómíndǎng Lùjūn Jūnguān Xuéxiào), sovint coneguda com l'Acadèmia Militar Whampoa (xinès tradicional: 黃埔軍校, xinès simplificat: 黄埔军校, pinyin: Huángpŭ Jūnxiào), va ser una acadèmia militar en la República de la Xina (RdlX) que va produir molts comandants de prestigi que lluitaren en molts dels conflictes de la Xina del segle 20, especialment a l'Expedició del Nord, la Segona Guerra Sinojaponesa i la Guerra Civil Xinesa.
L'acadèmia militar va ser inaugurada oficialment el 16 de juny del 1924 sota el Kuomintang (KMT), però les primeres classes van començar l'1 de maig del 1924. La inauguració va ser a l'Illa Changzhou costa del moll de Whampoa a Guangzhou, adquirint així el seu nom comú. Durant la cerimònia inaugural, Sun Yat-sen va pronunciar un discurs que després es convertiria en la lletra de l'himne nacional de la República de la Xina.